# Gmina Zabłudów
Die Gmina Zabłudów ist eine Stadt-und-Land-Gemeinde im Powiat Białostocki der Woiwodschaft Podlachien in Polen. Ihr Sitz ist die gleichnamige Stadt (belarussisch Заблу́даў) mit etwa 2500 Einwohnern.

## Geschichte
Von 1975 bis 1978 gehörte das Gemeindegebiet zur Woiwodschaft Białystok und von 1807 bis 1918 zu Russland.

## Gliederung
Die Stadt-und-Land-Gemeinde umfasst neben der namensgebenden Stadt 45 Dörfer mit Schulzenämtern: Aleksicze, Bobrowa, Ciełuszki, Dawidowicze, Dobrzyniówka, Folwarki Małe, Folwarki Tylwickie, Folwarki Wielkie, Gnieciuki, Kamionka, Kaniuki, Kołpaki, Kowalowce, Koźliki, Krasne, Krynickie, Kucharówka, Kudrycze, Kuriany, Laszki, Łubniki, Małynka, Miniewicze, Nowosady, Ochremowicze, Olszanka, Ostrówki, Pasynki, Pawły, Płoskie, Protasy, Rafałówka, Ryboły, Rzepniki, Sieśki, Skrybicze, Solniki, Tatarowce, Zacisze, Zagruszany, Zajezierce, Zwierki, Żuki und Żywkowo.
Weitere Ortschaften sind: Bogdaniec, Borowiki, Białostoczek, Józefowo, Kościukówka, Łukiany, Rudnica, Słomianka, Teodorowo und Zabłudów-Kolonia.